# Thyreus brachyaspis
Thyreus brachyaspis är en biart som först beskrevs av Cockerell 1936.  Thyreus brachyaspis ingår i släktet Thyreus och familjen långtungebin. Inga underarter finns listade i Catalogue of Life.